# جورج سميتس
جورج سميتس هو رسام بلجيكي، ولد في 22 يناير 1944 في أنتويرب في بلجيكا، وتوفي في 1997.

## وصلات خارجية
- جورج سميتس على موقع ميوزك برينز (الإنجليزية)
- جورج سميتس على موقع ديسكوغز (الإنجليزية)